# 田邊宗英
田邊 宗英（たなべ むねひで、1881年12月17日 - 1957年3月18日）は、日本の実業家。帝拳プロモーション会長、株式会社後楽園スタヂアム（現・東京ドーム）第4代社長、日本ボクシングコミッション（JBC）初代コミッショナー。株式会社よみうりランド初代社長。新東宝社長、日本テレビ放送網会長を歴任した人物である。

## 概要
田邊 宗英（旧名：五四三）の兄の田邊七六とその息子田邊圀男は衆議院議員、第一勧業銀行理事の田邊加多丸は弟、阪急東宝グループの創業者小林一三は異母兄、後に後楽園スタヂアム社長を務めた東京弁護士会真鍋八千代は義従弟である。息子の田邊英蔵は後楽園スタヂアム副社長、熱海後楽園社長、文教大学国際学部教授を務めた。

## 経歴
1881年（明治14年）、山梨県東山梨郡七里村の酒造家で、多額納税者でもあった田邊七兵衛の次男として生まれる。
立教中学校を経て立教大学卒業。その後早稲田大学に進み、中退後、東京電燈、三ツ引商事を経て、1926年（大正15年）に帝国拳闘協会拳道社（現・帝拳）初代会長に就任。
1936年 （昭和11年）12月25日、後楽園球場の建設・運営会社である株式会社後楽園スタヂアム設立に参加（当時専務）。1942年（昭和17年）、同社第4代社長に就任。
1949年（昭和24年）株式会社川崎競馬倶楽部（現株式会社よみうりランド）初代社長に就任。
1952年（昭和27年）に日本ボクシングコミッション（JBC）が発足されると、初代コミッショナーに就任。事務局長の菊池弘泰とのコンビでボクシング界の整備を手掛ける。1954年1月7日付で全米ボクシング協会(NBA) （後の世界ボクシング協会(WBA) ）に加盟。1954年10月27日にフィリピンとタイの3カ国で東洋ボクシング連盟(OBF)を結成。日本のボクシング興行の中心施設となる後楽園ジムナジアム（現後楽園ホール）の建設を決めた（死後の1958年（昭和33年）完成）。
一方で新東宝の大株主となり社長も務める。また、馬主としてリンボーを所有していた。
1955年（昭和30年）10月15日、保守合同による自由民主党の結党を受けて、山梨県議会内の民主・自由両党と山緑会が合同し、新党県支部連合会が発足する。田邊は、日本開発銀行総裁の小林中の推薦を受け、1956年（昭和31年）の参議院出馬後任を条件に会長職を引き受けた。
同年12月10日には自由民主党山梨県支部連合会（自民党山梨県連）が発足する。田邊はまもなく病気のため会長を辞任し、参院選出馬も取りやめる。
1957年（昭和32年）3月18日、75歳で死去。
1968年（昭和43年）、野球殿堂より特別表彰を受ける。

## その他
1928年（昭和3年）に、今後の立教学院のさらなる発展に向けて、立教大学において医学部の新設や文学部、商学部の充実などが計画されるが、それらの実現への原動力となるべく既存の立教学院校友会とは別に立教学院後援会が組織され、根岸由太郎、須藤吉之祐、生駒粂蔵、水田南陽（栄雄）、前田多門らとともに後援会理事に就任した。同時に彼らとともに同校友会の幹事役員も務めた。

## 著述
- 1927年　『實業家よ拳鬪精神を養へ』、事業之日本社『実業之日本』。
- 1935年　『神政に復れ』、明徳会出版部。
- 1937年　『日英はもう戦つて居る』、日本書房。
イギリスの貴族院議員でデイリー・エクスプレス経営者マックス・エイトケン「英米軍事協約必要論」の和訳版が1936年に国内で出版されていた。
- 1937年　『宗教政治の提唱』、窓光社。
- 1941年　『一億一心に就て勤皇攘夷の精神』、大日本勤皇運動本部山梨勤皇会『勤皇運動叢書』第2輯。